# Свети Димитър (Пловдив)
Вижте пояснителната страница за други значения на Свети Димитър.
„Свети Димитър Солунски“ е православна църква в град Пловдив, намираща се в Стария град. Сегашната нейна сграда е осветена на 18 януари 1838 година.

## История
„Може да се приеме, че основите на черквата „Свети Димитър“ са положени във времето на Иван Асен II, след Клокотнишката битка в 1230 година“, пише Никола Алваджиев. Наистина, на 40 м източно от сегашната постройка са открити части от стенописи и от керамична стенна украса. По-нататъшната история на храма не е точно известна: едва през 1578 г. Стефан Герлах споменава пловдивска църква „Св. Димитър“. Според една гръцка летописна бележка, на 13 април 1767 г. тя била ограбена от разбойници начело с някой си Мустафа.
Преди последното възстановяване на храма, в началото на XIX век, той представлявал малка постройка, в която се черкували и българите от Каршияка и Мараша. „Вехтото здание по пример на тая черква не било някое великолепно…“ Строежът на нова църковна сграда започнал в 1830 г., както сочи гръцки надпис над прозореца на апсидата отвън:
| „ | „С благочестивата ревност на енориашите се изгради отново из основи. 1830 март 15.“ | “ |

Запазената сметка за възлезлите общо на 264 270 гроша разходи по строежа носи дата 18 януари 1838 г. (може би тогава, на празника на св. Атанасий, е станало и освещаването). Главен дарител, със сума от 10 000 гроша, е митрополит Никифор, следван от Вълко Тодоров Чалъков-Големия и други българи и гърци. Дарения за обзавеждането прави и търгуващият в Москва пловдивчанин Антоний П. Комизопулос.
По време на антигръцките вълнения през 1906 г. пловдивските българи превземат храма. От 1922 до 1964 г. той е отдаден за ползване на Руската задгранична православна църква и там се черкуват живеещите в Пловдив белоемигранти. През следващите десетилетия стои заключен и в него се служи само на храмовия празник Димитровден. След основен ремонт (2004 – 2007) е наново открит за редовни богослужения на Димитровден, 26 октомври 2007 година.

## Архитектура
Църквата представлява трикорабна базилика с размери 28 x 19 x 11,5 м., с петостенна отвън апсида и с 12 обли гранитни колони, които разделят корабите отвътре. Средният кораб е висок 11 м., а страничните – 8,80 м. Сводестите тавани и на трите кораба са под седловидния общ покрив, без кубета. Под балкона (първоначално предназначен за жените-богомолци) се намира обширен притвор (нартика) с четири мраморни колони на западната страна. Под плочите на притвора е разположена костница. Притворът и самият храм са с по три входни врати.
В Светия олтар има три св. престола – централен, посветен на св. вмч. Димитър, северен – на св. Атанасий и южен – на св. Харалампий. Към северозападния ъгъл на храма е пристроена двуетажна камбанария с кубе, издигната през 80-те години на XIX в. по проект на архитекта Йосиф Шнитер.
Стените отвън са оживени на места с изрисувани колонки и др. По приолтарните ъгли има изрязана в камъка релефна украса: св. Димитър на кон, двуглав орел (герб на Вселенската патриаршия), кръстове (поотделно или с цветя), класове, птици, някои пророци и др.
Иконостасът, архиерейският трон и амвонът са изящни произведения от бял, сив и цветен мрамор. Два гръцки надписа под олтарните икони на св. Димитър и св. Богородица гласят:
| „ | „Това светло темпло [иконостас] е издигнато с дарението на благодетеля Йоан Георгиу Политис за вечно възпоменание в лето Господне 1869." „Дело на А. Калуменос.“ | “ |

Различни изследователи на пловдивските църкви предполагат, че Калуменос е работил в Москва, Пловдив или Цариград. Според доклад на британския вицеконсул в Одрин от 1867 г. иконостасът и амвонът били поръчани в Атина за 2200 лири.
Наличието на три Св. престола в олтара определя тектониката на иконостаса. Той има три дървени царски двери (по една пред всеки престол) и две входни врати – южна и северна. Дължината му е 14 метра. Разпределен е на сектори за иконите, дверите и вратите от 14 мраморни колонки. Дъговидният фронтон над централния престол е висок 7,5 м и завършва с разпятие, под което се намира пояс от 11 малки икони. Над южния престол иконостасът е висок 3.7 м и завършва с потир и кръст, а над северния – също 3,7 м., с кръст и двата Мойсееви скрижала на върха. Царските двери са с позлатена дърворезба.
В същия стил са изработени архиерейският трон (висок 4,5 м., вкл. короната и широк 86 x 86 см.) и амвонът, издигнат на третата колона от север.
В храма няма друга стенопис освен 12 медальона над капителите на колоните с образи на 12-те апостоли. На балкона е изографисано Успение Богородично. Върху мраморното облегало на архиерейския трон е изписан Иисус Христос Велик Архиерей; в десния долен ъгъл на този образ стои годината 1870, а вляво е имало име или подпис, които сега са нечетливи. Неизвестният зограф е рисувал на място, след монтирането на трона. На петостенния амвон върху мрамора има пет образа: в центъра е изрисуван Иисус Христос с разтворено евангелие, а отстрани – четиримата евангелисти. На централния сектор на иконостаса, на фронтона, пак върху мрамора, е изрисувана Тайната вечеря. Над южната храмова врата под външния навес са нарисувани образите на св. Димитър (вдясно) и на св. Харалампий (вляво). Всички тези образи са еднакви по стил и изпълнение и явно са рисувани от зографа, изписал архиерейския трон през 1870 г.
Дворът не е много голям, покрит със сотирски плочи, с наклон на запад. От западната страна на храмовата сграда се намира малък параклис, посветен на св. св. Кирик и Юлита, в който има аязмо и се служи веднъж в годината, в празника на тези двама светии. Параклисът е долепен до западната прицърковна къща, предназначена за енорийския свещеник. В югоизточния ъгъл на църковния двор се намира клисарница. Високият каменен зид, който обгражда целия комплекс, създава впечатлението за един малък манастир.

## Икони
Храмовата икона на св. Димитър е с подновена през 2007 г. живопис и релефен сребърен обков.
В кораба се намират големи икони на св. Николай (1857) и на Рождеството на св. Йоан Предтеча (1852), подписани от прочутия зограф Никола Одринчанин.
Иконата на св. Антоний Велики (1855) е рисувана в Русия и дарена на църквата от търговеца Антоний П. Комизопулос.
Двете рамки на иконите „Рождество на св. Йоан“ (1852) и „Св. Димитър“ (2007) са с дървена резба, вероятно изпълнена ок. 1865 г. от майсторите Димитър и Антон Станишеви. На височина те достигат 3,5 метра. Поставките в основата наподобяват митологично животно с дълги пръсти, подобни на човешки, и с широки нокти. Те са като подпора на горната плоскост, на която е поставена иконата.
Внушителна е обкованата в сребро икона на св. Мина: в едната ръка светецът държи кръст, а в другата – меч. Красиви са и иконите „Св. Харалампий“, цялата в сребърна обковка, „Св. Мина“ (1814) и „Св. Атанасий“ (1831).
Днешните иконостасни икони са рисувани през 2007 г. Техните предшественици, почистени и освободени от сребърните си украшения към 2014 г., са окачени сега в притвора на храма. Те датират от XVII в. и изобразяват Христос Вседържител (Пантократор), Св. Богородица „Вратарница“ („Портаитиса“), св. Йоан Предтеча и св. Георги „Кападокиец“ („Кападокевс“).
- Стари иконостасни икони от църквата „Св. Димитър“
- Исус Христос Вседържител
- Св. Богородица „Портаитиса“
- Св. Йоан Предтеча
- Св. Георги „Кападокиец“